# Vajk
Vajk (in armeno Վայք?), nota anche come Vayk’ e Vaik è una città di 5.885 abitanti (2008) della Provincia di Vayots Dzor in Armenia.
Fino al 1956 si chiamava Soylan successivamente ha assunto il nome di Azizbekov dal nome del politico Meshadi Azizbekov.